# Rival Cadeau
Pour les articles homonymes, voir Cadeau (homonymie).
Rival Cadeau est un boxeur seychellois né le 13 mai 1964.

## Carrière
Rival Cadeau remporte la médaille de bronze dans la catégorie des poids welters aux Jeux africains de 1987 à Nairobi.
Il dispute les Jeux olympiques de 1992 à Barcelone dans la catégorie des poids super-welters, où après avoir éliminé le Marocain Mohamed Mesbahi, il s'incline au deuxième tour contre l'Américain Raúl Márquez.
Il est médaillé de bronze aux Jeux du Commonwealth de 1994 à Victoria dans la catégorie des poids super-welters.
Aux championnats d'Afrique de boxe amateur 1994 à Johannesbourg, il remporte la médaille d'argent dans la catégorie des poids super-welters, s'inclinant en finale face au Sud-Africain Victor Kunene.
Il est médaillé de bronze dans la catégorie des poids super-welters aux Jeux africains de 1995 à Harare.
Il dispute les Jeux olympiques de 1996 à Atlanta dans la catégorie des super-welters, où après avoir éliminé successivement le Brésilien Jorge Silva et le Ghanéen Ashiakwei Aryee, il s'incline en quarts de finale contre l'Ouzbek Karim Tulyaganov ; il est le porte-drapeau de la délégation seychelloise lors de la cérémonie d'ouverture de ces Jeux.